# Keménytelke
Keménytelke (románul: Cipaieni) régebben Chimitelnic, falu Romániában, Maros megyében.

## Fekvése
Marosludastól északkeletre fekvő település.

## Története
Nevét az oklevelek 1333-ban említették először Kementeleke néven. 1460-ban Kementhelke, 1733-ban Keménytelke, 1750-ben Kimitelnik, 1760-ban Mező Kemény Teleke, 1805-ben Kemény Teleke néven írták.
1521-ben Diód vár tartozéka volt. Birtokosai voltak a Bogáti, Altemberger, Tótőri, Czobor, D. Pongrácz, Cs. Barrabási családok.
Mezőszengyel község része. A trianoni békeszerződésig Torda-Aranyos vármegye Marosludasi járásához tartozott.

## Népessége
1910-ben 1466 lakosa volt, melyből 71 magyar, 1355 román, 38 cigány, ebből 21 római katolikus, 1387 görögkatolikus, 31 református volt.
2002-ben 817 lakosa volt, ebből 785 román, 25 cigány és 7 magyar nemzetiségű. A falu lakói közül 765 ortodox hitű.